# Emmanuel Chaumet
Pour les articles homonymes, voir Chaumet.
Emmanuel Chaumet est un producteur français de cinéma. 
Il dirige la société Ecce Films qu'il a créée en 2003. Il a notamment produit les films de Sophie Letourneur, de Benoît Forgeard, La Bataille de Solférino (2013) de Justine Triet et La Fille du 14 juillet (2013) d'Antonin Peretjatko.

## Filmographie
- Des ombres dans la maison de Justine Triet
- Les Secrets de l'invisible d'Antonin Peretjatko
- Absence de marquage de Gregg Smith
- La Tête dans le vide de Sophie Letourneur
- Le Souffleur de l'Affaire de Isabelle Prim
- 2014 : Prehistoric Cabaret de Bertrand Mandico
- 2015 : Notre Dame des Hormones de Bertrand Mandico
- 2015 : Y a-t-il une vierge encore vivante ? de Bertrand Mandico

Long-métrage
- 2010 : La Vie au ranch de Sophie Letourneur
- 2012 : Réussir sa vie de Benoît Forgeard
- 2012 : Les Coquillettes de Sophie Letourneur
- 2012 : Ma belle gosse de Shalimar Preuss
- 2013 : La Fille du 14 juillet d'Antonin Peretjatko
- 2013 : La Bataille de Solférino de Justine Triet
- 2014 : Historia del miedo (Histoire de la peur) de Benjamin Naishtat
- 2014 : Gaby Baby Doll de Sophie Letourneur
- 2015 : Gaz de France de Benoît Forgeard
- 2016 : Théo et Hugo dans le même bateau d'Olivier Ducastel et Jacques Martineau
- 2016 : Victoria de Justine Triet
- 2016 : Apnée de Jean-Christophe Meurisse
- 2017 : Bonheur académie d'Alain Della Negra et Kaori Kinoshita
- 2017 : Les Garçons sauvages de Bertrand Mandico
- 2019 : Bêtes blondes de Maxime Matray et Alexia Walther
- 2019 : Jessica forever de Caroline Poggi et Jonathan Vinel
- 2019 : Rojo de Benjamin Naishtat
- 2019 : Yves de Benoit Forgeard
- 2020 : Éléonore d'Amro Hamzawi

## Prix et distinctions
- 2012 : 16e Prix Procirep du producteur de court métrage de l'année pour Ecce Films (festival de Clermont-Ferrand)[2]